# Typhochlaena costae
A Typhochlaena costae a madárpókfélék (Theraphosidae) családjába tartozó faj, egyike annak a kilenc, 2012-ben felfedezett színes, falakó madárpókfajnak, melyekre Brazíliában bukkant Dr. Rogério Bertani, a São Paulo-i Instituto Butantan intézet tarantula-specialistája. Elnevezése Miriam Costa tiszteletére történt, aki a faj holotípusát – több más példány között – begyűjtötte.
A Typhochlaena costae Brazília endemikus faja, és a kutatások szerint élőhelyükön nagyon erős az emberi aktivitás. További gondot okozhat, hogy szép színes külseje miatt nagy vonzerőt jelent az állatkereskedelem számára, ami fenyegetést jelenthet a fajnak.

## Elterjedése
A falakó madárpókok Ázsia, Afrika, Dél- és Közép-Amerika trópusi erdőiben és a Karib-térségben élnek.
A többi Typhochlaena fajjal ellentétben a T. costae-t szárazabb, szavannaszerű környezetben találták meg, a brazil Cerrado környezetében.

## Megjelenése
Más falakó madárpókokhoz hasonlóan keskeny teste és hosszú lábai vannak, ami fürgébbé teszi más, talajlakó madárpókokhoz képest és jobb lehetőséget biztosít zsákmányának becserkészésére. A járólábak végízei (tarsus) szokatlanul nagyok, ami többféle felületen való mászásra is képessé teszi. A többi Aviculariinae alcsaládba tartozó fajjal ellentétben, Typhochlaena fajok színének és mintázatának fejlődése nem ismert.

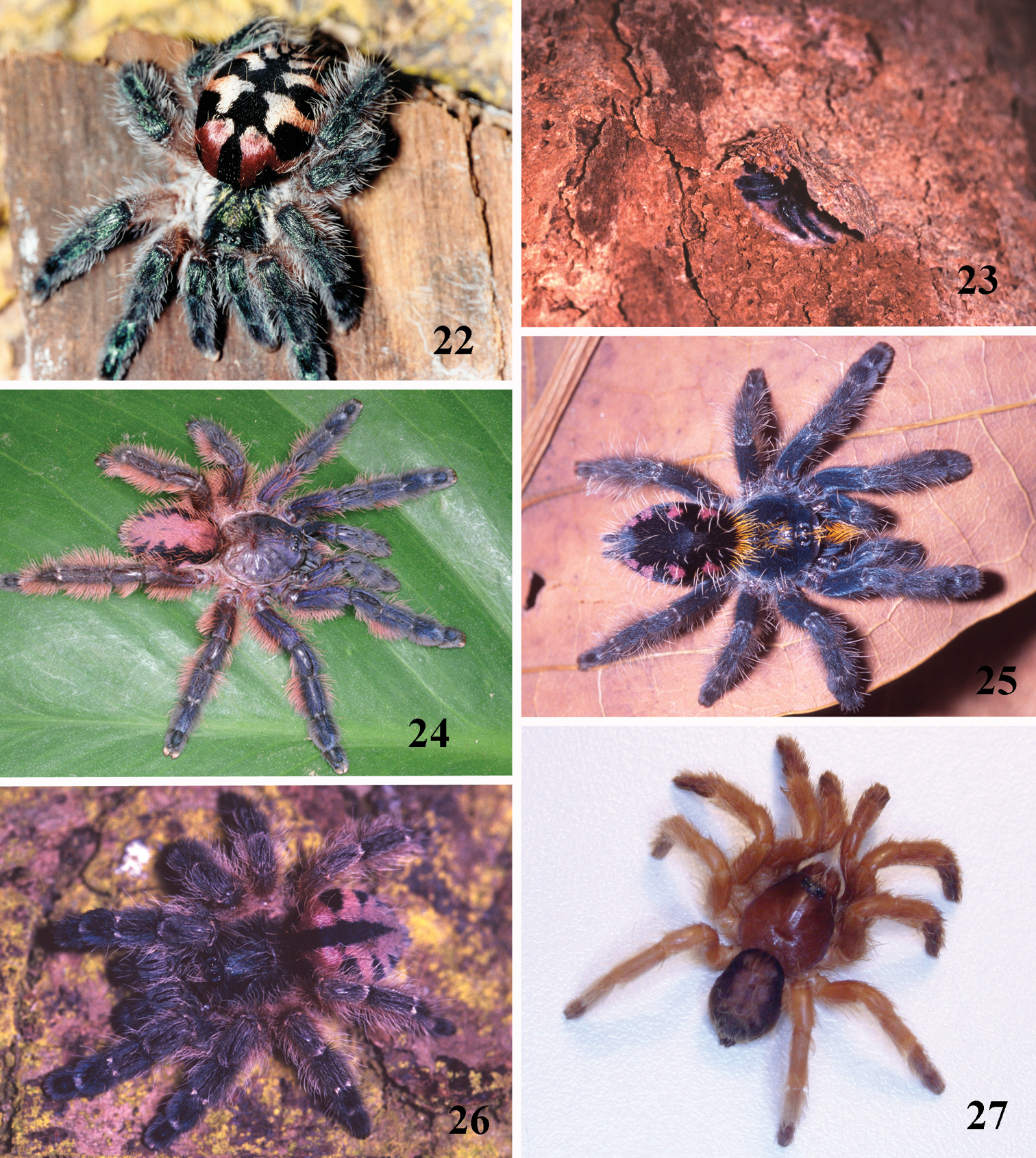
A nem további fajai